# Dietershan
Dietershan is een plaats in de Duitse gemeente Fulda, deelstaat Hessen, en telt 688 inwoners (2002).